# Ута
Ута (італ. Uta, сард. Uda) — муніципалітет в Італії, у регіоні Сардинія,  провінція Кальярі.
Ута розташована на відстані близько 420 км на південний захід від Рима, 17 км на північний захід від Кальярі.
Населення — 8392 особи (2014).
Щорічний фестиваль відбувається 14 травня. Покровитель — Santa Giusta.

## Демографія
Населення за роками:

Станом на 1 січня 2023 року в муніципалітеті офіційно проживало 218 іноземців з 40 країн, серед них 67 громадян країн Євросоюзу та 13 громадян України.

## Сусідні муніципалітети
- Ассеміні
- Капотерра
- Дечимоманну
- Сілікуа
- Вілласпечоза